# Tito Livio Zambeccari
Tito Livio Zambeccari o simplemente Livio Zambeccari (Bolonia, república hermana napoleónica de Italia, 30 de junio de 1802 – ib., Reino de Italia, 1862) fue un noble boloñés que se convirtió en un patriota italiano, participando con el carbonario Giuseppe Mazzini, para conseguir la independencia y unificación de la península itálica.
Al exiliarse en Sudamérica en 1826 participó en las guerras civiles argentinas, siendo integrante del bando unitario, y en 1836, con Giuseppe Garibaldi y Juan Lamberti, entre otros, en la Revolución Farroupilha que proclamó la República Riograndense, separándola del Imperio del Brasil.

## Biografía

### Origen familiar y primeros años
Tito Livio Zambeccari había nacido en la ciudad de Bolonia el 30 de junio de 1802, siendo hijo del conde Francesco Zambeccari (n. 1752 - Bolonia, 12 de mayo de 1812) quien fuera un aficionado a la aerostática.
Desde joven, en 1821, se asoció a los Carbonarios liderados por Giuseppe Mazzini pero se vio obligado a exiliarse en 1831 como consecuencia del fracaso de los movimientos revolucionarios de 1830. Después de refugiarse en España, luchó junto a los constitucionalistas de Rafael del Riego. Disipada la revolución, viajó por toda Europa siguiendo sus inclinaciones de naturalista, hasta que decidió partir hacia América del Sur.

### Viaje a Sudamérica
Llegó en 1826 a Montevideo, capital de la Provincia Oriental que se había unido nuevamente con las Provincias Unidas del Río de la Plata, y luego de 1830 luchó en el bando unitario contra los federales del brigadier Juan Manuel de Rosas y más tarde participó  junto a Giuseppe Garibaldi en la Revolución Farroupilha de la República Riograndense que quería independizarse del Imperio del Brasil.
En el 1835, Garibaldi conoció Zambeccari que era afiliado a la Logia masonica de Porto Alegre.
Fue capturado en 1836 por el ejército imperial brasileño de Pedro II de Brasil y de esta forma encarcelado durante tres años. El 2 de diciembre de 1839 fue puesto en libertad por la amnistía concedida por la regencia del emperador Pedro II de Brasil, por lo cual, partió de Brasil a bordo de la nave británica La Lira hacia el Reino Unido.

### Retorno a Europa
Rumbo a Inglaterra, llegó a Londres adonde se reencontró con Mazzini, fundador del movimiento de la Joven Italia, y luego se trasladó a Francia.
Posteriormente regresó a Italia en 1841, participando en los acontecimientos que llevaron a la unificación del país. Fue uno de los protagonistas de las revueltas mazzinianas que tuvieron lugar en Romaña entre 1843 y 1845 y, en 1848, participó en la Primera Guerra de la Independencia Italiana como comandante del batallón de voluntarios cazadores del Rin, distinguiéndose para diversas operaciones, especialmente en el Véneto.
En 1849 el efímero gobierno de la nueva República Romana lo puso al mando de la fortaleza de Ancona, cuyo comandante de la artillería urbana era el coronel Julio Especo y Vera, sitiada por los austriacos comandados por Wimpffen, que querían devolverlo a los Estados Pontificios. El 21 de junio, después de casi un mes de resistencia, debido a incesantes bombardeos se vio obligada a rendirse. Tras la derrota en Ancona, Zambeccari se vio obligado a huir al exilio, primero al Reino de Grecia y luego, desde 1854, al Piamonte.
También en 1859, cuando ya se había obtenido la unidad italiana, Ancona fue condecorado con la medalla de oro al valor militar, obtenido en condiciones de gran inferioridad de hombres y medios, y por el gran valor de Zambeccari. 
Después de la participación voluntaria de Zambeccari en la batalla del Volturno, que tuvo lugar entre septiembre y octubre de 1860, José Garibaldi lo nombró general del ejército del sur pero poco tiempo después, se retiró a la ciudad de Bolonia debido al empeoramiento de su salud.
El 8 de octubre de 1859 fundó en Turín, con otros siete hermanos masones, la logia Ausonia, que restauró el 20 de diciembre del mismo año el Gran Oriente de Italia, en donde Zambeccari fue nombrado Gran Maestre interino desde el 3 de octubre de 1861 hasta el 29 de enero de 1862. Fundó en Bolonia la logia Concordia Humanitaria en 1860 y dos años después en Turín fue miembro de la logia Osiris, que había sido fundada por el ministro italiano M. Nigra quien sería destinado en París.

### Fallecimiento
Livio Zambeccari fallecería en la ciudad de Bolonia, Reino de Italia, en el año 1862.